# The Children of Leningradsky

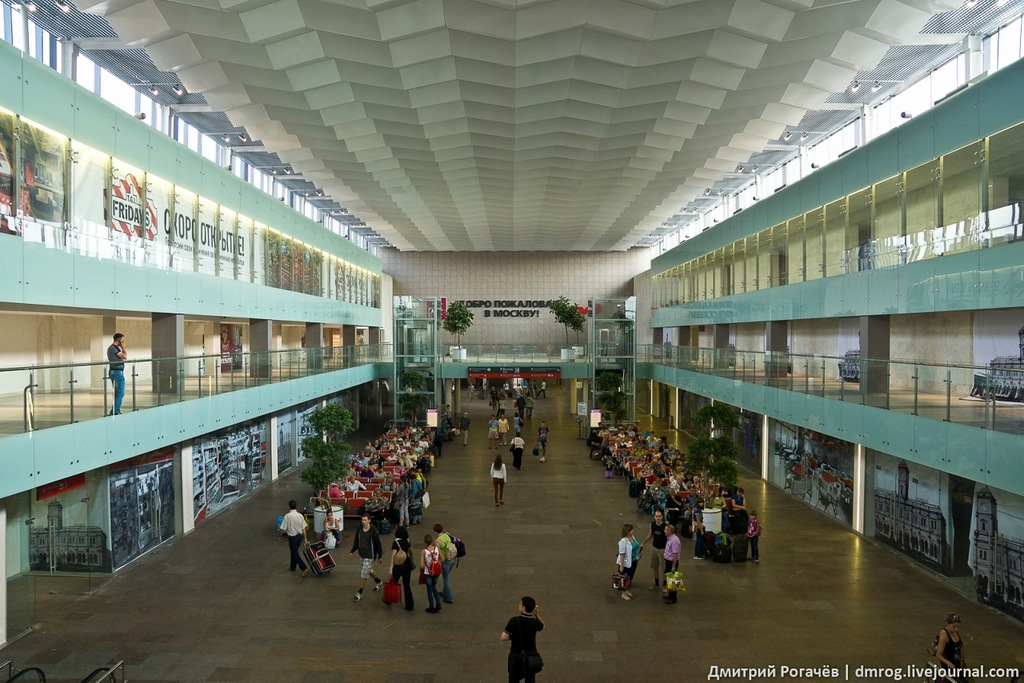
Bahnhof Leningradsky im Jahr 2013

The Children of Leningradsky ist ein polnischer Dokumentar-Kurzfilm aus dem Jahr 2005. Der Film, der sich mit russischen Kindern, die in einer U-Bahn-Station in Moskau leben, beschäftigt, war im Jahr 2005 für einen Oscar als „Bester Dokumentar-Kurzfilm“ nominiert, unterlag jedoch Mighty Times: The Children’s March.

## Inhalt
Der Film zeigt die Lebenssituation einer Gruppe Waisenkinder, die in Moskau im U-Bahnhof Leningradsky Obdach gefunden haben. Die Kinder leben in bitterster Armut, Hunger, Krankheiten, Kälte und das Schnüffeln von Klebstoff gehören zu ihrem Alltag. Die Filmemacher lassen unter anderem die elfjährige Christina und Roma, 12 Jahre alt, erzählen, wie es dazu kam, dass sie im Bahnhofsgebäude leben müssen. Die Kinder erzählen von den Alkoholexzessen der Eltern und der Gewalt, der sie zu entkommen versuchten. Einige Kinder berichten von der allgegenwärtigen Kinderprostitution, der zwölfjährige Tolya spricht dabei über seine eigenen Erfahrungen und über die große Angst, die er empfindet, wenn er mit einem Mann nach Hause geht. Im Herbst und Winter schlafen die Kinder in improvisierten Zelten, einige finden einen der begehrten Plätze auf Heißwasserrohren im Untergrund. Der Film, nur von den Kindern erzählt, berichtet auch von Heimweh und der Sehnsucht nach den Eltern, von Verzweiflung und Resignation. Die vierzehnjährige Tanya stirbt an einer Überdosis Klebstoff und die Kinder trauern um sie, erklären ihre Sicht auf Tanyas frühen Tod.

## Rezeption
Anita Gates sah den Film für die New York Times und schrieb: „Der Dokumentarfilm ist herzzerreißend, wenn auch nicht immer ganz schlüssig. Für Fernsehzuschauer, die in den letzten Tagen einiges erleiden mussten, könnte es unangenehm sein, den Film anzuschauen.“